# Indie na Letních olympijských hrách 1956
Indie se účastnila Letní olympiády 1956 v australském Melbourne. Zastupovalo ji 33 sportovců ve 3 sportech.

## Medailisté
| Medaile | Jméno | Sport         | Soutěž      |
| ------- | --- | ------------- | ----------- |
| Zlato   | Shankar Laxmann Singh Hardyal Radhir Singh Gentle Bakshish Singh Govind Perumal Raghbir Lal Gurdev Singh Leslie Walter Claudius Amir Kumar Raghbir Singh Bhola Balbir Sing Udham Singh Charles Stephen Ranganandham Francis | Pozemní hokej | turnaj mužů |